# آتشین بال‌باریک
آتشین بال‌باریک، آتشین اصفهانی (نام علمی: Aethionema stenopterum) نام یک گونه از سرده آتشین است. جنس یا سردهٔ آتشین در ایران ۱۱ گونه گیاه علفی یک ساله و چند ساله دارد. آتشین بال‌باریک یکی از این ۱۱ گونهٔ موجود در ایران است.